# Lac Canandaigua
Pour la ville de l’État de New York, voir Canandaigua.
Le lac Canandaigua est un lac d'origine glaciaire de l'État de New York, quatrième plus grand lac des Finger Lakes. La ville de Canandaigua se situe sur sa rive à l'extrémité nord.